# David Tomášek
David Tomášek (* 10. února 1996, Praha) je český hokejový útočník. Aktuálně působí v týmu Edmonton Oilers.
Odehrál tři ročníky české extraligy a to za tým HC Dynamo Pardubice (2015/2016-2017/2018). Poté odešel do Finska, kde působil v týmu JYP Jyväskylä. V průběhu sezony 2019/2020 své finské angažmá předčasně ukončil a vrátil se domů do Sparty, poté odešel do Färjestad BK
Od sezóny 2016/2017 působí v českém národním hokejovém týmu. V roce 2024 vyhrává s národním týmem zlatou medaili na mistrovství světa v Praze

## Statistiky

### Klubové statistiky
| Sezóna        | Klub                | Soutěž        |     | Základní část | Základní část | Základní část | Základní část | Základní část |    | Play off | Play off | Play off | Play off | Play off |
| Sezóna        | Klub                | Soutěž        | Z   | G             | A             | B             | TM            | Z             | G  | A        | B        | TM       |          |          |
| 2013-14       | Belleville Bulls    | OHL           | 58  | 13            | 14            | 27            | 8             | —             | —  | —        | —        | —        |          |          |
| 2014-15       | Belleville Bulls    | OHL           | 61  | 13            | 18            | 31            | 16            | 2             | 0  | 2        | 2        | 4        |          |          |
| 2015-16       | HC Dynamo Pardubice | ČHL-20        | 1   | 1             | 1             | 2             | 0             | —             | —  | —        | —        | —        |          |          |
| 2015-16       | HC Dynamo Pardubice | ČHL           | 40  | 6             | 6             | 12            | 24            | —             | —  | —        | —        | —        |          |          |
| 2015-16       | Draci Šumperk       | 1. ČHL        | 4   | 2             | 3             | 5             | 2             | —             | —  | —        | —        | —        |          |          |
| 2016-17       | HC Dynamo Pardubice | ČHL           | 47  | 14            | 7             | 21            | 42            | —             | —  | —        | —        | —        |          |          |
| 2017-18       | HC Dynamo Pardubice | ČHL           | 47  | 11            | 16            | 27            | 16            | 7             | 2  | 1        | 3        | 18       |          |          |
| 2018-19       | JYP Jyväskylä       | Liiga         | 56  | 11            | 22            | 33            | 36            | 2             | 1  | 0        | 1        | 2        |          |          |
| 2019-20       | JYP Jyväskylä       | Liiga         | 7   | 1             | 5             | 6             | 0             | —             | —  | —        | —        | —        |          |          |
| 2019-20       | HC Sparta Praha     | ČHL           | 38  | 9             | 15            | 24            | 22            | —             | —  | —        | —        | —        |          |          |
| 2020-21       | HC Sparta Praha     | ČHL           | 50  | 19            | 28            | 47            | 18            | 11            | 4  | 1        | 5        | 6        |          |          |
| 2021-22       | Amur Chabarovsk     | KHL           | 47  | 9             | 12            | 21            | 32            | —             | —  | —        | —        | —        |          |          |
| 2021-22       | HC Sparta Praha     | ČHL           | 7   | 4             | 7             | 11            | 0             | 10            | 6  | 7        | 13       | 6        |          |          |
| 2022-23       | HC Sparta Praha     | ČHL           | 47  | 15            | 22            | 37            | 36            | 6             | 1  | 1        | 2        | 2        |          |          |
| 2023-24       | Färjestad BK        | SHL           | 52  | 25            | 20            | 45            | 20            | 4             | 1  | 0        | 1        | 2        |          |          |
| ČHL celkově   | ČHL celkově         | ČHL celkově   | 276 | 78            | 101           | 179           | 158           | 34            | 13 | 10       | 23       | 32       |          |          |
| Liiga celkově | Liiga celkově       | Liiga celkově | 63  | 12            | 27            | 39            | 36            | 2             | 1  | 0        | 1        | 2        |          |          |

### Reprezentace
| Rok                       | Tým                       | Soutěž                    | Z  | G | A | B | TM |
| ------------------------- | ------------------------- | ------------------------- | -- | - | - | - | -- |
| 2016                      | Česko 20                  | MSJ                       | 4  | 0 | 0 | 0 | 0  |
| 2023                      | Česko                     | MS                        | 7  | 0 | 4 | 4 | 0  |
| 2024                      | Česko                     | MS                        | 10 | 1 | 3 | 4 | 0  |
| Juniorská kariéra celkově | Juniorská kariéra celkově | Juniorská kariéra celkově | 4  | 0 | 0 | 0 | 0  |
| Seniorská kariéra celkově | Seniorská kariéra celkově | Seniorská kariéra celkově | 17 | 1 | 7 | 8 | 0  |